# Македонска-Каменица
Маке́донска-Каме́ница (макед. Македонска Каменица) — город в Северной Македонии, центр одноименной общины Македонска-Каменица. Город расположен на реке Каменица, правом притоке реки Брегалница, в историко-географической области Осоговия.

## История
Город был известен добываемыми неподалёку, в районе села Саса, оловянно-цинковыми рудами. Своё название город получил от реки Каменица, в 1566 году упомянут, как Камена-Река. Каменица впервые упомянута в турецких записях, как село в 1570—1573 годах, тогда здесь жили 80 семей и 59 холостяков.
Здесь проживали 350 жителей, все болгары. В 1905 году 320 жителей села были прихожанами церкви Болгарской екзархии.
После Балканской войны село вошло в состав Сербии, а затем и Югославии. После Второй мировой войны село увеличивалось за счёт развития рудника в соседней Сасе и в 1950 году стало городом. Переименовано в город Македонска-Каменица, чтобы отличать от других городов Югославии со сходным наименованием, таких как, Косовска-Каменица, Сремска-Каменица и т. п.

## Население
По переписи 2021 года, в городе проживали 4368 жителей.
| Национальность | Всего |
| македонцы      | 5096  |
| цыгане         | 14    |
| сербы          | 20    |
| бошняки        | 8     |
| другие         | 9     |